# Germano (football, 1911)
Pour les articles homonymes, voir Sobrinho.
Germano Boettcher Sobrinho, ou plus simplement Germano (Rio de Janeiro, 14 mars 1911 - Rio de Janeiro, 9 juin 1977), était un footballeur brésilien qui évoluait au poste de gardien de but.

## Biographie
Germano fit carrière au Botafogo FR, où il joua de 1928 à 1935. Il fut sélectionné à deux reprises en équipe du Brésil, mais aucun des deux matchs ne fut officiel. Il participa notamment à la coupe du monde de 1934, en compagnie de huit de ses coéquipiers du Botafogo, comme remplaçant de Pedrosa, également joueur du Botafogo.

## Sources
- (pt) Cet article est partiellement ou en totalité issu de l’article de Wikipédia en portugais intitulé « Germano Boettcher Sobrinho » (voir la liste des auteurs).